# Schwarze Grütze

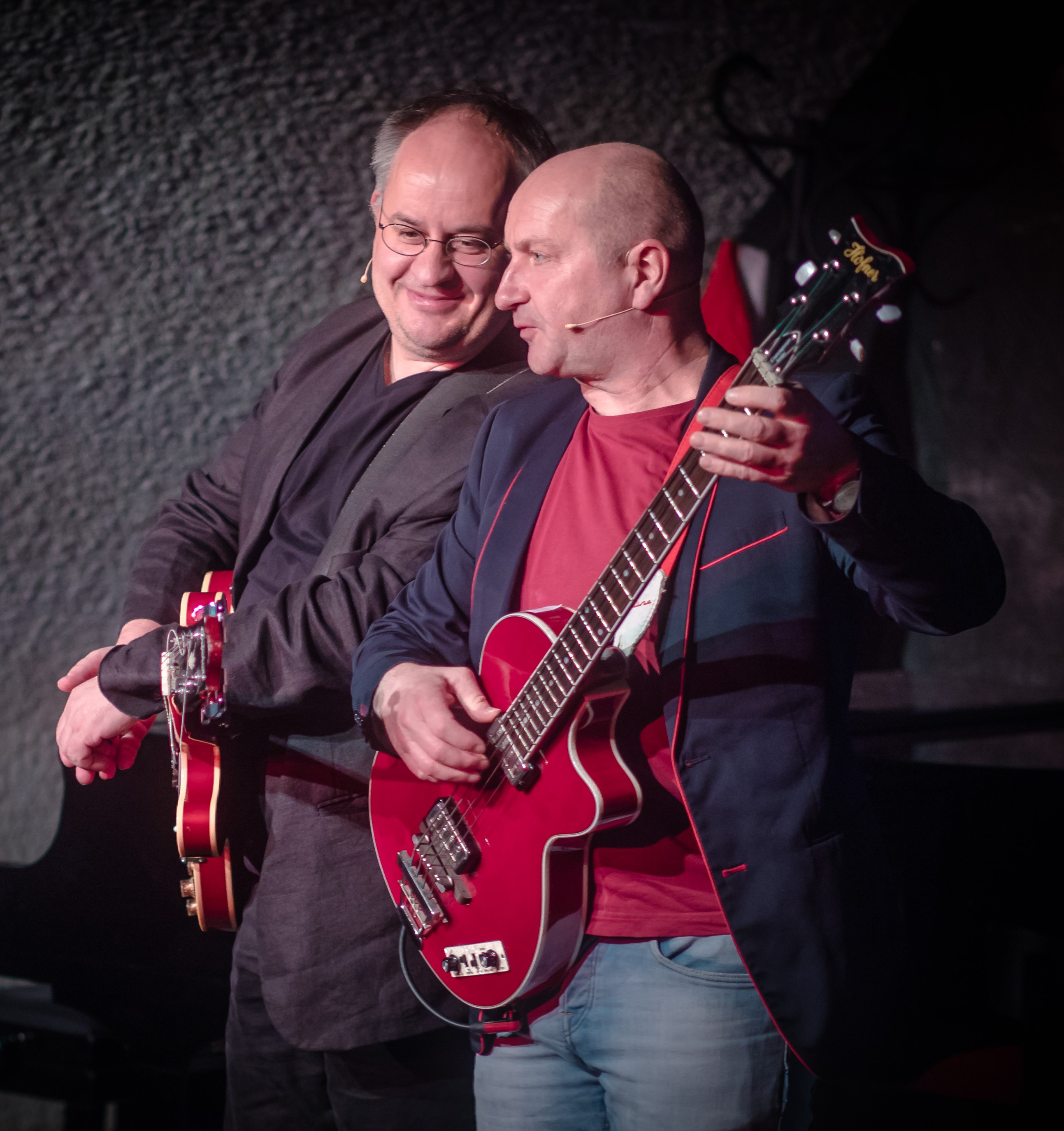
Schwarze Grütze (2017)

Schwarze Grütze ist ein deutsches Musikkabarettduo aus Potsdam, bestehend aus Dirk Pursche (* 31. Juli 1969) und Stefan Klucke (* 17. Mai 1971).

## Geschichte
Der Name „Schwarze Grütze“ entstand Mitte der 1990er Jahre aufgrund der Doppeldeutigkeit des Wortes Grütze im Brandenburger Dialekt: Scharfsinn und Blödsinn. Schwarz wegen des schwarzen Humors, der die selbstgetexteten und -komponierten Lieder bestimmt. Kennengelernt haben sich die beiden Potsdamer während des Musikstudiums 1994; 1995 bildeten sie das Kabarettduo. Seither treten die Musiker zusammen bundesweit mit ihren Liedern auf. Auch in der Schweiz und in Österreich hatten sie Gastauftritte. Ihre Lieder werden von der Leipziger Pfeffermühle für Eigenproduktionen übernommen.

## Künstler
Erste Auftritte hatte Dirk Pursche mit der akustischen Gitarre im Alter von 14 Jahren vorwiegend im Rahmen von Kirchenveranstaltungen. Als Jugendlicher trat er verschiedenen Rockbands bei und komponierte selbst Kabarettstücke, bis er und seine Lieder durch die Zensur in der DDR verboten wurden. Als Soloprojekt – während der Spielpausen des Duos – komponiert Pursche Kinderlieder und schreibt Kindermusicals. Außerdem ist er Mitglied der Spaßband D.D.R. (bestehend aus Dietmar, Dirk und Ruben). Zurzeit lebt er in Potsdam. Ebenfalls mit 14 Jahren trat Stefan Klucke mit elektrischer Gitarre auf. Er wurde Mitglied einer Punkband. Nach deren Auflösung beteiligte er sich an verschiedenen Theaterprojekten und begann 1994 ein Musikstudium. Beide lieben Georg Kreisler und den schwarzen Humor und machen ihre Lieder mit Vorliebe über Tabuthemen in der Kreisler'schen Traditionslinie.

## Bühnenprogramme
- 1995 „Eintagsfliege“
- 1997 „Aufs Kreuz gelegt“, Koproduktion mit dem Leipziger „Gohglmohsch“
- 1998 „Endstation Pfanne“ Weihnachtsprogramm
- 1999 „Laichen im Keller“
- 2001 „Lacht kaputt, was Euch kaputt macht!“
- 2005 „Niveauwonie Niveauwar!“
- 2009 „Bühnenarrest“
- 2012 „Tabularasa Trotz Tohuwabohu!“
- 2017 „Notaufnahme“
- 2020 „Vom Neandertal ins Digital“
- 2024 „Ganz dünnes Eis“

## Diskografie
CD
- „Eintagsfliege“ (1995)
- „Laichen im Keller“ (1999)
- „Lacht kaputt, was Euch kaputt macht“ (2002)
- „Das schwarze Album“ (2006)
- „Das bunte Album“ (2008)
- „Bühnenarrest“ (2009)
- „Endstation Pfanne - was bleibt ist eine Gänsehaut...“ (2011)
- „Tabularasa Trotz Tohuwabohu!“ (2012)
- „Notaufnahme“ (2017)
- „Vom Neandertal ins Digital“ (2021)

DVD
- „Bühnenarrest“ (2010)

Singles
- „Kampfhund“ (2000)
- „Ich schenke nichts“ (2001)

## Auszeichnungen

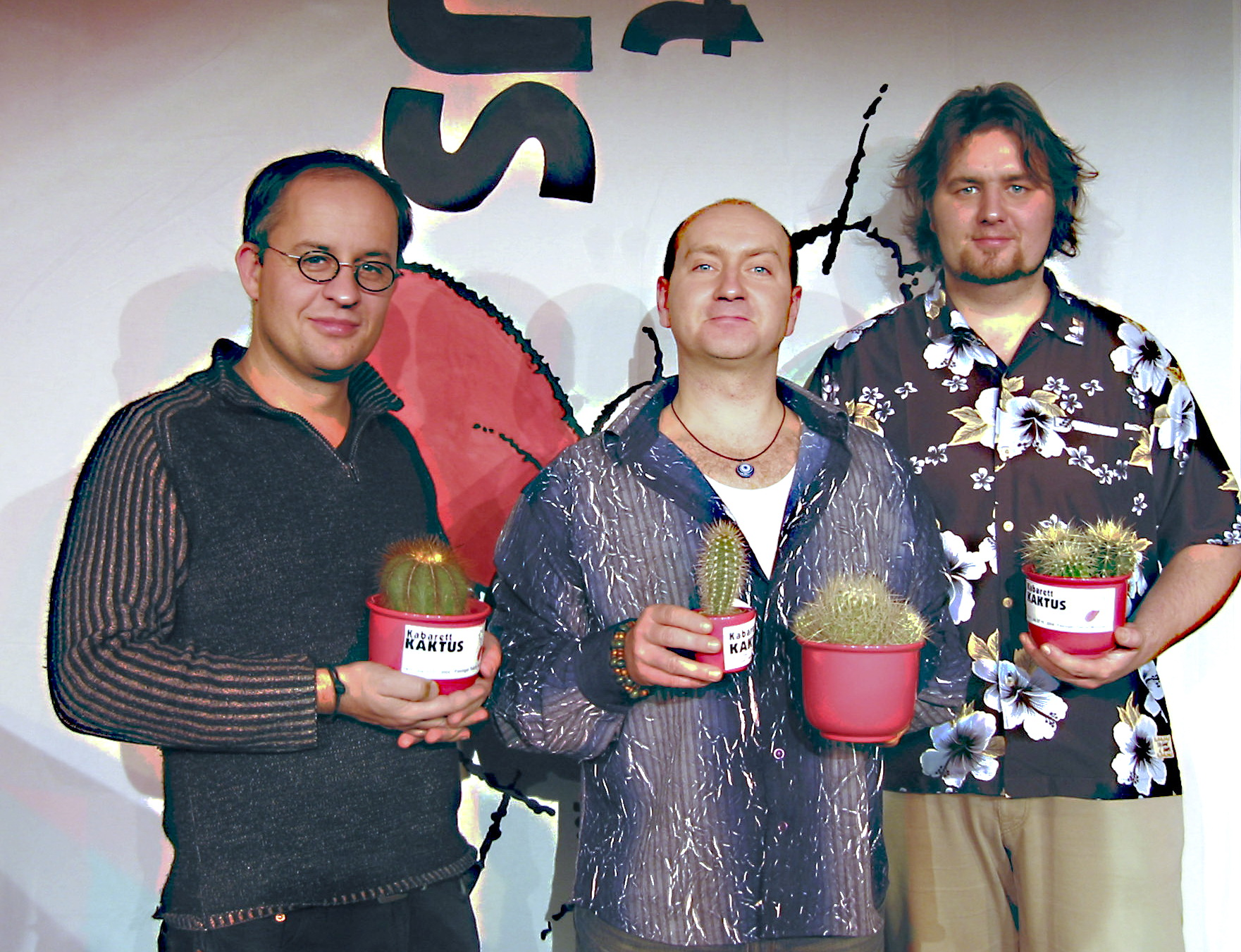
Schwarze Grütze (links) mit Götz Frittrang, Gewinner beim Kabarett Kaktus 2004

- 1999: Cabinet-Preis „Beste Newcomer“
- 2002: Rottweiler Badezimmer
- 2003: Reinheimer Satirelöwe
- 2004: Kabarett Kaktus München
- 2005: Oelsnitzer Barhocker; Pfungstädter Knopf; Leipziger Löwenzahn
- 2007: Thüringer Kleinkunstpreis
- 2010: Förderpreis Mindener Stichling
- 2020: Kleinkunstpreis der Stadt Aschersleben
- 2023: Rostocker Koggenzieher

## Belege
1. ↑  siehe Musikerporträt in der Reihe Querköpfe im Deutschlandfunk vom 4. Mai 2022